# Tomasz Kaczmarek
Tomasz Kaczmarek (Wrocław, 1984. szeptember 20. –) lengyel labdarúgó, edző.

## Pályafutása

### Labdarúgóként
Kaczmarek a lengyelországi Wrocław városában született.
Pályafutása során a német SpVg Porz és a Junkersdorf csapatában szerepelt.

### Edzőként
Kaczmarek 2012-től 2013-is az egyiptomi válogatottban töltött be segédedzői pozíciót. 2015 és és 2019 között a német Viktoria Köln, Stuttgarter Kickers és Fortuna Köln edzője volt. 2021. szeptember 1-jén, Piotr Stokowiec távozása után a lengyel első osztályban szereplő Lechia Gdańsk vezetőedzője lett. 2023. április 10-én kétéves szerződést kötött a holland másodosztályban érdekelt Den Bosch együttesével.

## Sikerei, díjai

### Edzőként
Egyéni
- Ekstraklasa – A Hónap Edzője: 2021 szeptember